# Pronomi latini
Come in italiano, anche in latino i pronomi sono quegli elementi della frase che vengono impiegati in sostituzione del nome (pro nomen, "al posto del nome"), richiamano il nome e possono essere di diversi tipi:
- Personali;
- Riflessivi;
- Possessivi;
- Determinativi;
- Dimostrativi;
- Relativi;
- Relativo-indefiniti;
- Indefiniti;
- Interrogativi;
- Correlativi.

## Generalità sulla declinazione pronominale
Le particolarità più rilevanti di quasi tutti i pronomi latini sono il genitivo singolare in -īus e il dativo singolare in i.

## Pronomi personali
- Il genitivo plurale della 1ª e della 2ª persona ha due forme: nostri e vestri per il genitivo oggettivo e nostrum e vestrum per il genitivo partitivo.
- I pronomi personali si possono rafforzare con alcune particelle enclitiche.
- Regole di utilizzo dei pronomi personali riflessivi di 3ª persona e dei pronomi e aggettivi possessivi riflessivi di 3ª persona:
  1. Il pronome personale sui - sibi - se - se e il pronome o aggettivo possessivo riflessivo suus -a -um si usano in riferimento al soggetto della proposizione in cui si trovano (Marius amat suum canem = Mario ama il proprio cane; Marius se amat = Mario si ama);
  2. Invece, in riferimento ad un altro termine della proposizione in cui si trovano, si usano is - ea - id al posto del pronome personale e i genitivi di is - ea - id (eius - eorum - earum ) al posto del pronome o aggettivo possessivo (Antonius Claudio eius librum reddit = Antonio restituisce a Claudio il suo libro (il libro di Claudio); Antonius ei dat librum = Antonio gli dà il libro)
    - Antonius et eius canem ambulant = Antonio e il suo cane passeggiano (ma il cane non è di Antonio, bensì di un'altra persona, in questo caso non nominata). Invece, regolarmente: Antonius ambulat cum suo cane = Antonio passeggia con il proprio cane.

  3. In una proposizione subordinata infinitiva o congiuntiva (eccetto le proposizioni consecutive e quelle introdotte dal cum narrativo)  si usano i riflessivi anche in riferimento al soggetto della proposizione reggente (Antonius dicit Claudio se fecisse hoc = Antonio dice a Claudio di aver fatto ciò; Antonius Claudio scripsit ut sibi redderet librum = Antonio scrisse a Claudio affinché Claudio gli restituisse il libro)
    - Quando in una proposizione subordinata infinitiva o congiuntiva (eccetto le proposizioni consecutive e quelle introdotte dal cum narrativo) si potrebbe creare confusione tra eventuali riferimenti al soggetto della reggente o al soggetto della proposizione infinitiva o congiuntiva, si usano i riflessivi in riferimento al soggetto della proposizione in cui si trovano, e ipse - ipsa - ipsum (e, in luogo del possessivo, i genitivi ipsius - ipsorum - ipsarum) o, meno spesso, il solito is - ea - id e i suoi genitivi per riferirsi al soggetto della reggente. (Antonius dixit Claudium suos libros et ipsius litteras ussisse = Antonio disse che Claudio aveva bruciato i propri libri e le lettere di quello);

  4. In una proposizione subordinata all'indicativo o consecutiva o introdotta dal cum narrativo, per riferirsi al soggetto della reggente si usano is - ea - id al posto del pronome personale e i genitivi di is - ea - id (eius - eorum - earum ) al posto del pronome o aggettivo possessivo (Antonius, cum eius canis mortuus esset, flevit = Antonio, essendo morto il suo cane, pianse; Antonius erat tam bonus ut Claudia eum amaret = Antonio era tanto buono che Claudia lo amava; Dum eius canis dormit, Antonius mortuus est = Mentre il suo cane dormiva, Antonio morì).
  5. Anche se non è riferito al soggetto della proposizione di cui fa parte, si usa tuttavia il riflessivo suus - sua - suum nei casi seguenti:[1]
- quando è riferito al soggetto logico della proposizione (Sapientis est omnia ad suum arbitrium referre = È proprio della persona saggia ridurre tutto al proprio arbitrio);
- quando suus è in unione con il pronome quisque (= ciascuno). (Suus cuique erat locus attributus = Ad ognuno era stato assegnato il proprio posto);
- quando suus ha valore di suo proprio, proprio il suo (Hannibalem sui cives e civitate eiecērunt = Cacciarono Annibale dalla città proprio i suoi concittadini);
- quando suus, anche se riferito a complemento, è in unione con un ablativo retto da cum (Caesar Fabium cum sua legione remittit in hiberna = Cesare rimanda nei quartieri invernali Fabio con la sua [= di Fabio] legione).

- Ego (plur. nos): pronome personale di prima persona e riflessivo ("io, noi"):

|            | singolare | plurale        |
| Nominativo | ego       | nos            |
| Genitivo   | mei       | nostri/nostrum |
| Dativo     | mihi      | nobis          |
| Accusativo | me        | nos            |
| Ablativo   | me        | nobis          |

- Tu (plur. vos): pronome personale di seconda persona e riflessivo ("tu, voi"):

|            | singolare | plurale        |
| Nominativo | tu        | vos            |
| Genitivo   | tui       | vestri/vestrum |
| Dativo     | tibi      | vobis          |
| Accusativo | te        | vos            |
| Vocativo   | tu        | vos            |
| Ablativo   | te        | vobis          |

- Is, ea, id: pronome di terza persona anaforico[2] non riflessivo ("egli / lui, ella / lei, ciò"):

|            | singolare | singolare | singolare | plurale       | plurale       | plurale       |
|            | maschile  | femminile | neutro    | maschile      | femminile     | neutro        |
| Nominativo | is        | ea        | id        | ei(ii)        | eae           | ea            |
| Genitivo   | eius      | eius      | eius      | eorum         | earum         | eorum         |
| Dativo     | ei(ii)    | ei(ii)    | ei(ii)    | iis (eis, īs) | iis (eis, īs) | iis (eis, īs) |
| Accusativo | eum       | eam       | id        | eos           | eas           | ea            |
| Ablativo   | eo        | ea        | eo        | iis (eis, īs) | iis (eis, īs) | iis (eis, īs) |

- Per la 3° persona il pronome riflessivo è diverso dalla precedente declinazione e le forme valgono tanto per il singolare quanto per il plurale:

| Nominativo | (non esiste) |
| Genitivo   | sui          |
| Dativo     | sibi         |
| Accusativo | se           |
| Ablativo   | se           |

## Pronomi e aggettivi possessivi
Gli aggettivi possessivi solitamente seguono il nome a cui si riferiscono.
Es: amicus noster  -   il nostro amico
- Meus, mea, meum  ("mio, mia, mio (neutro)").

|            | singolare | singolare | singolare | plurale  | plurale   | plurale |
|            | maschile  | femminile | neutro    | maschile | femminile | neutro  |
| Nominativo | meus      | mea       | meum      | mei      | meae      | mea     |
| Genitivo   | mei       | meae      | mei       | meorum   | mearum    | meorum  |
| Dativo     | meo       | meae      | meo       | meis     | meis      | meis    |
| Accusativo | meum      | meam      | meum      | meos     | meas      | mea     |
| Vocativo   | mi        | mea       | meum      | mei      | meae      | mea     |
| Ablativo   | meo       | mea       | meo       | meis     | meis      | meis    |

- Tuus, -a, -um ("tuo, tua, tuo").

|            | singolare | singolare | singolare | plurale  | plurale   | plurale |
|            | maschile  | femminile | neutro    | maschile | femminile | neutro  |
| Nominativo | tuus      | tua       | tuum      | tui      | tuae      | tua     |
| Genitivo   | tui       | tuae      | tui       | tuorum   | tuarum    | tuorum  |
| Dativo     | tuo       | tuae      | tuo       | tuis     | tuis      | tuis    |
| Accusativo | tuum      | tuam      | tuum      | tuos     | tuas      | tua     |
| Vocativo   | tue       | tua       | tuum      | tui      | tuae      | tua     |
| Ablativo   | tuo       | tua       | tuo       | tuis     | tuis      | tuis    |

- Suus, -a, -um ("suo, sua, suo", "loro") riflessivo (vedi nota nella sezione Pronomi personali). *

|            | singolare | singolare | singolare | plurale  | plurale   | plurale |
|            | maschile  | femminile | neutro    | maschile | femminile | neutro  |
| Nominativo | suus      | sua       | suum      | sui      | suae      | sua     |
| Genitivo   | sui       | suae      | sui       | suorum   | suarum    | suorum  |
| Dativo     | suo       | suae      | suo       | suis     | suis      | suis    |
| Accusativo | suum      | suam      | suum      | suos     | suas      | sua     |
| Vocativo   | sue       | sua       | suum      | sui      | suae      | sua     |
| Ablativo   | suo       | sua       | suo       | suis     | suis      | suis    |

* come non riflessivi (vedi nota nella sezione Pronomi personali) sono usati eius per il singolare ("di lui, di lei, di ciò") e eorum, earum per il plurale ("di loro, di quelle cose").
- Noster, nostra, nostrum ("nostro").

|            | singolare | singolare | singolare | plurale   | plurale   | plurale   |
|            | maschile  | femminile | neutro    | maschile  | femminile | neutro    |
| Nominativo | noster    | nostra    | nostrum   | nostri    | nostrae   | nostra    |
| Genitivo   | nostri    | nostrae   | nostri    | nostrorum | nostrarum | nostrorum |
| Dativo     | nostro    | nostrae   | nostro    | nostris   | nostris   | nostris   |
| Accusativo | nostrum   | nostram   | nostrum   | nostros   | nostras   | nostra    |
| Vocativo   | noster    | nostra    | nostrum   | nostri    | nostrae   | nostra    |
| Ablativo   | nostro    | nostra    | nostro    | nostris   | nostris   | nostris   |

- Vester, vestra, vestrum ("vostro").

|            | singolare | singolare | singolare | plurale   | plurale   | plurale   |
|            | maschile  | femminile | neutro    | maschile  | femminile | neutro    |
| Nominativo | vester    | vestra    | vestrum   | vestri    | vestrae   | vestra    |
| Genitivo   | vestri    | vestrae   | vestri    | vestrorum | vestrarum | vestrorum |
| Dativo     | vestro    | vestrae   | vestro    | vestris   | vestris   | vestris   |
| Accusativo | vestrum   | vestram   | vestrum   | vestros   | vestras   | vestra    |
| Vocativo   | vester    | vestra    | vestrum   | vestri    | vestrae   | vestra    |
| Ablativo   | vestro    | vestra    | vestro    | vestris   | vestris   | vestris   |

N.B.: Questi pronomi seguono la seconda declinazione per il maschile e per il neutro (ma il vocativo maschile singolare di meus è mi), mentre la prima declinazione per il femminile.

## Pronomi e aggettivi determinativi
I pronomi e gli aggettivi determinativi servono a determinare la persona o la cosa cui si fa riferimento. Essi sono:
- Is, ea, id:  pronome e aggettivo determinativo. Nella frase latina ha molteplici valori. Come determinativo, viene usato per fare riferimento ad un termine già utilizzato in precedenza: in questo caso si rende con quello. Può essere utilizzato anche con il valore di pronome personale non riflessivo, generalmente nei casi complemento. In questo caso si rende con "lo", "la", "gli", "le ", etc. Può costituire anche antecedente del pronome relativo, ed in questo caso si rende con "colui", "colei", "coloro", "quello", "ciò". Se seguito poi da una subordinata consecutiva o da una relativa impropria con valore consecutivo, si può rendere con "tale".  Vedi la sezione pronomi personali per la declinazione.
- Idem, eadem, idem, ("il medesimo, la medesima, la medesima cosa"); esprime identità.

es.la fanciulla giunge a Roma, la medesima giunge a Troia
```
puella Romam pervenit, eadem ad Troiam pervenit
```

|            | singolare | singolare | singolare | plurale                | plurale                | plurale                |
|            | maschile  | femminile | neutro    | maschile               | femminile              | neutro                 |
| Nominativo | idem      | eadem     | idem      | iidem (idem, eidem)    | eaedem                 | eadem                  |
| Genitivo   | eiusdem   | eiusdem   | eiusdem   | eorundem               | earundem               | eorundem               |
| Dativo     | eidem     | eidem     | eidem     | iisdem (īsdem, eisdem) | iisdem (īsdem, eisdem) | iisdem (īsdem, eisdem) |
| Accusativo | eundem    | eandem    | idem      | eosdem                 | easdem                 | eadem                  |
| Ablativo   | eōdem     | eādem     | eōdem     | iisdem (īsdem, eisdem) | iisdem (īsdem, eisdem) | iisdem (īsdem, eisdem) |

- Ipse, ipsa ipsum, ("stesso, stessa, stessa cosa" o "in persona", "proprio").

es.ipse rex pervenibat Troiam il re stesso(in persona) andava a Troia/ Proprio il re andava a Troia
La differenza tra idem, eadem, idem e ipse, ipsa, ipsum è che mentre il primo segnala un'identità, il secondo evidenzia che un'azione è compiuta/subita, che uno stato è attribuito proprio a una persona/una cosa/un animale, non ad altri. Proprio per questo motivo, la traduzione di ipse, ipsa, ipsum e idem, eadem, idem con la parola “stesso” deve essere evitata.
Un esempio pratico: se i latini avessero dovuto dire che due ragazzi sono figli dello stesso padre, cioè che sono fratelli avrebbero usato idem: duo iuvenes habent eundem patrem (i due giovani hanno il medesimo padre). Se invece i latini avessero dovuto dire che a Roma era andato il padre, non, per esempio, lo zio o il nonno avrebbero usato ipse: ipse pater perveniebat Romam
```
ipse rex perveniebat ad Troiam
```

|            | singolare | singolare | singolare | plurale  | plurale   | plurale |
|            | maschile  | femminile | neutro    | maschile | femminile | neutro  |
| Nominativo | ipse      | ipsa      | ipsum     | ipsi     | ipsae     | ipsa    |
| Genitivo   | ipsius    | ipsius    | ipsius    | ipsorum  | ipsarum   | ipsorum |
| Dativo     | ipsi      | ipsi      | ipsi      | ipsis    | ipsis     | ipsis   |
| Accusativo | ipsum     | ipsam     | ipsum     | ipsos    | ipsas     | ipsa    |
| Ablativo   | ipso      | ipsa      | ipso      | ipsis    | ipsis     | ipsis   |

## Pronomi e aggettivi dimostrativi
Sono dimostrativi quei pronomi e quegli aggettivi che indicano una cosa o una persona, suggerendone la vicinanza o la lontananza rispetto ad un soggetto esterno. Essi sono:
- Hic, haec, hoc ("questo, questa, questa cosa")

|            | singolare | singolare | singolare | plurale  | plurale   | plurale |
|            | maschile  | femminile | neutro    | maschile | femminile | neutro  |
| Nominativo | hic       | haec      | hoc       | hi       | hae       | haec    |
| Genitivo   | huius     | huius     | huius     | horum    | harum     | horum   |
| Dativo     | huic      | huic      | huic      | his      | his       | his     |
| Accusativo | hunc      | hanc      | hoc       | hos      | has       | haec    |
| Ablativo   | hoc       | hac       | hoc       | his      | his       | his     |

- Ille, illa, illud ("quello, quella, quella cosa")

|            | singolare | singolare | singolare | plurale  | plurale   | plurale |
|            | maschile  | femminile | neutro    | maschile | femminile | neutro  |
| Nominativo | ille      | illa      | illud     | illi     | illae     | illa    |
| Genitivo   | illius    | illius    | illius    | illorum  | illarum   | illorum |
| Dativo     | illi      | illi      | illi      | illis    | illis     | illis   |
| Accusativo | illum     | illam     | illud     | illos    | illas     | illa    |
| Ablativo   | illo      | illa      | illo      | illis    | illis     | illis   |

Ille può assumere, in alcuni casi, valore encomiastico, ossia lodativo. In questi va reso con "quel famoso" o "quell'illustre"
- Iste, ista, istud ("codesto"[3]).

|            | singolare | singolare | singolare | plurale  | plurale   | plurale |
|            | maschile  | femminile | neutro    | maschile | femminile | neutro  |
| Nominativo | iste      | ista      | istud     | isti     | istae     | ista    |
| Genitivo   | istius    | istius    | istius    | istorum  | istarum   | istorum |
| Dativo     | isti      | isti      | isti      | istis    | istis     | istis   |
| Accusativo | istum     | istam     | istud     | istos    | istas     | ista    |
| Ablativo   | isto      | ista      | isto      | istis    | istis     | istis   |

Iste può invece avere una sfumatura, in contrapposizione con ille, negativa di tipo dispregiativo-denigratorio. È traducibile con "questo" o "questo individuo".

## Aggettivi e pronomi relativi
L'unico aggettivo/pronome relativo latino è qui, quae, quod ("che, il quale, la quale, la quale cosa") che può introdurre una frase subordinata detta relativa, o alcuni costrutti come il nesso relativo e la prolessi del relativo. Esso si declina:
|            | singolare | singolare | singolare | plurale  | plurale   | plurale |
|            | maschile  | femminile | neutro    | maschile | femminile | neutro  |
| Nominativo | qui       | quae      | quod      | qui      | quae      | quae    |
| Genitivo   | cuius     | cuius     | cuius     | quorum   | quarum    | quorum  |
| Dativo     | cui       | cui       | cui       | quibus   | quibus    | quibus  |
| Accusativo | quem      | quam      | quod      | quos     | quas      | quae    |
| Ablativo   | quo       | qua       | quo       | quibus   | quibus    | quibus  |

### Omissione dell'antecedente del relativo, quando l'antecedente è un pronome determinativo
L'antecedente si omette qualora il pronome relativo e il pronome determinativo, al quale si riferisce, si trovino entrambi nel medesimo caso, cosicché il pronome relativo "assorbe" l'antecedente.
In una frase come

Qui dicit se omnia scire, [is] nihil scit

il pronome determinativo is si dovrebbe concordare al nominativo, ovvero allo stesso caso di qui. Per questo is, sebbene pronome della reggente, viene sottinteso.

Tuttavia la regola non è rigida: al neutro plurale il relativo "assorbe" l'antecedente anche se i due pronomi non si trovano nel medesimo caso (questo, tuttavia, a patto che i due pronomi siano espressi in nominativo, accusativo o vocativo - ovvero nei cosiddetti "casi retti").

## Pronomi e aggettivi relativo-indefiniti
Il principale pronome e aggettivo relativo-indefinito latino è quicumque, quaecumque, quodcumque, "chiunque/qualunque, qualunque cosa", composto dal relativo qui e dal suffisso -cumque.
Esso si declina:
|            | singolare   | singolare   | singolare   | plurale      | plurale      | plurale      |
|            | maschile    | femminile   | neutro      | maschile     | femminile    | neutro       |
| Nominativo | quicumque   | quaecumque  | quodcumque  | quicumque    | quaecumque   | quaecumque   |
| Genitivo   | cuiuscumque | cuiuscumque | cuiuscumque | quorumcumque | quarumcumque | quorumcumque |
| Dativo     | cuicumque   | cuicumque   | cuicumque   | quibuscumque | quibuscumque | quibuscumque |
| Accusativo | quemcumque  | quamcumque  | quodcumque  | quoscumque   | quascumque   | quaecumque   |
| Ablativo   | quocumque   | quacumque   | quocumque   | quibuscumque | quibuscumque | quibuscumque |

Inoltre sono presenti  :
- "Quisquis, quaequae, quidquid (pron.) - quodquod (agg.)"  = chiunque, qualunque
- "Quivis, quaevis, quidvis (pron.)- quodvis (agg.)" = qualunque, qualsivoglia
- "Quilibet, quaelibet, quodlibet (agg.)- quidlibet (pron.) =qualunque, qualsiasi
- "Utervis, utravis, utrumvis = qualsivoglia dei due che, qualunque dei due
- "Uterlibet, utralibet, utrumlibet = qualsivoglia dei due che, qualunque dei due

## Pronomi e aggettivi indefiniti
I pronomi e gli aggettivi indefiniti si riferiscono a una persona o a una cosa in modo generico in rapporto alla qualità o alla quantità.

Essi possono essere distinti in:
- indefiniti che significano "qualcuno, qualcosa, qualsiasi e simili";
- indefiniti che significano "chiunque";
- indefiniti che significano "nessuno, nessuna cosa, niente";
- indefiniti che significano "tutto, tutti, ciascuno";
- indefiniti che significano "altro, altri, la maggior parte";
- uter e composti.

### Indefiniti che significano "qualcuno, qualcosa, qualsiasi e simili"

#### "Qualcuno, qualcosa"
In latino esistono cinque pronomi e aggettivi con il significato di "qualcuno, qualcosa", e si possono mettere in ordine crescente di astrattezza.
- Quidam, che significa "qualcuno, qualcosa, un certo", persona o cosa esistente ma che per qualche motivo non si vuole o non si può nominare (non ha per forza senso dispregiativo).

Il pronome è quidam, quiddam, l'aggettivo è quidam, quaedam, quoddam.
Declinazione del pronome quidam, quiddam
|            | singolare | singolare | singolare    | plurale   | plurale   |                 |
|            | masch.    | femm.     | neutro       | masch.    | femm.     | neutro          |
| Nominativo | quidam    | quaedam   | quiddam      | quidam    | quaedam   | quaedam         |
| Genitivo   | cuiusdam  | cuiusdam  | cuiusdam rei | quorumdam | quarumdam | quarundam rerum |
| Dativo     | cuidam    | cuidam    | cuidam rei   | quibusdam | quibusdam | quibusdam rebus |
| Accusativo | quendam   | quandam   | quiddam      | quosdam   | quaedam   | quaedam         |
| Ablativo   | quodam    | quadam    | quadam re    | quibusdam | quibusdam | quibusdam rebus |

Declinazione dell'aggettivo quidam, quaedam, quoddam
|            | singolare | singolare | singolare | plurale   | plurale   | plurale   |
|            | maschile  | femminile | neutro    | maschile  | femminile | neutro    |
| Nominativo | quidam    | quaedam   | quoddam   | quidam    | quaedam   | quaedam   |
| Genitivo   | cuiusdam  | cuiusdam  | cuiusdam  | quorundam | quarundam | quorundam |
| Dativo     | cuidam    | cuidam    | cuidam    | quibusdam | quibusdam | quibusdam |
| Accusativo | quendam   | quandam   | quoddam   | quosdam   | quasdam   | quaedam   |
| Ablativo   | quodam    | quadam    | quodam    | quibusdam | quibusdam | quibusdam |

- Aliquis, che significa "qualcuno, qualcosa", persona o cosa esistente ma non precisamente identificabile.

Il pronome è aliquis, aliquid, l'aggettivo è aliqui, aliqua, aliquod.
Declinazione del pronome aliquis, aliquid
|            | singolare      | singolare    | plurale        | plurale         |
|            | masch. - femm. | neutro       | masch. - femm. | neutro          |
| Nominativo | aliquis        | aliquid      | aliqui         | aliqua          |
| Genitivo   | alicuius       | alicuius rei | aliquorum      | aliquarum rerum |
| Dativo     | alicui         | alicui rei   | aliquibus      | aliquibus rebus |
| Accusativo | aliquem        | aliquid      | aliquos        | aliqua          |
| Ablativo   | aliquo         | aliqua re    | aliquibus      | aliquibus rebus |

Declinazione dell'aggettivo aliqui, aliqua, aliquod
|            | singolare | singolare | singolare | plurale   | plurale   | plurale   |
|            | maschile  | femminile | neutro    | maschile  | femminile | neutro    |
| Nominativo | aliqui    | aliqua    | aliquod   | aliqui    | aliquae   | aliqua    |
| Genitivo   | alicuius  | alicuius  | alicuius  | aliquorum | aliquarum | aliquorum |
| Dativo     | alicui    | alicui    | alicui    | aliquibus | aliquibus | aliquibus |
| Accusativo | aliquem   | aliquam   | aliquod   | aliquos   | aliquas   | aliqua    |
| Ablativo   | aliquo    | aliqua    | aliquo    | aliquibus | aliquibus | aliquibus |

- Quis, che significa "qualcuno", persona o cosa supposta. Il suo uso principale è dopo le congiunzioni si, nisi (nel periodo ipotetico di 2º tipo), ne, nonne, num, ut (famosa è la regola scolastica secondo cui in presenza di queste particelle "aliquis perde le ali").

Il pronome è quis, quid( al neutro plurale anziché avere quae come il pronome interrogativo ha qua) e l'aggettivo è qui, quae, quod (il nominativo femminile singolare e i casi diretti del neutro, nominativo accusativo, possono essere anche qua).
Declinazione del pronome quis, quid
|            | singolare      | singolare | plurale        | plurale      |
|            | masch. - femm. | neutro    | masch. - femm. | neutro       |
| Nominativo | quis           | quid      | qui            | quae/qua     |
| Genitivo   | cuius          | cuius rei | quorum         | quarum rerum |
| Dativo     | cui            | cui rei   | quibus         | quibus rebus |
| Accusativo | quem           | quid      | quos           | quae/qua     |
| Ablativo   | quo            | qua re    | quibus         | quibus rebus |

Declinazione dell'aggettivo qui, quae, quod
|            | singolare | singolare | singolare | plurale  | plurale   | plurale  |
|            | maschile  | femminile | neutro    | maschile | femminile | neutro   |
| Nominativo | qui       | quae/qua  | quod      | qui      | quae      | quae/qua |
| Genitivo   | cuius     | cuius     | cuius     | quorum   | quarum    | quorum   |
| Dativo     | cui       | cui       | cui       | quibus   | quibus    | quibus   |
| Accusativo | quem      | quam      | quod      | quos     | quas      | quae/qua |
| Ablativo   | quo       | qua       | quo       | quibus   | quibus    | quibus   |

- Quidam, quaedam, quiddam, indica una persona o cosa esistenza e individuabile di cui non ci interessa l'identità.
- Quispiam, che significa "qualcuno, qualcosa", ha un uso molto limitato; si usa in frasi negative e positive, ed ha un significato molto indefinito: classico è l'uso in unione con fortasse.

Il pronome è quispiam, quidpiam, l'aggettivo è quispiam, quaepiam, quodpiam.
Declinazione del pronome quispiam, quidpiam
|            | singolare      | singolare     | plurale        | plurale          |
|            | masch. - femm. | neutro        | masch. - femm. | neutro           |
| Nominativo | quispiam       | quidpiam      | quipiam        | quaepiam         |
| Genitivo   | cuiuspiam      | cuiuspiam rei | quorumpiam     | quarumpiam rerum |
| Dativo     | cuipiam        | cuipiam rei   | quibuspiam     | quibuspiam rebus |
| Accusativo | quempiam       | quidpiam      | quospiam       | quaepiam         |
| Ablativo   | quopiam        | quapiam re    | quibuspiam     | quibuspiam rebus |

Declinazione dell'aggettivo quispiam, quaepiam, quodpiam
|            | singolare | singolare | singolare | plurale    | plurale    | plurale    |
|            | maschile  | femminile | neutro    | maschile   | femminile  | neutro     |
| Nominativo | quispiam  | quaepiam  | quodpiam  | quipiam    | quaepiam   | quaepiam   |
| Genitivo   | cuiuspiam | cuiuspiam | cuiuspiam | quorumpiam | quarumpiam | quorumpiam |
| Dativo     | cuipiam   | cuipiam   | cuipiam   | quibuspiam | quibuspiam | quibuspiam |
| Accusativo | quempiam  | quampiam  | quodpiam  | quospiam   | quaspiam   | quaepiam   |
| Ablativo   | quopiam   | quapiam   | quopiam   | quibuspiam | quibuspiam | quibuspiam |

- Quisquam, che significa "qualcuno, qualcosa, alcuni, alcune", e si usa in frasi negative (ad esempio, per dire "e nessuno" non si dice "et nemo", ma "nec quisquam"; per dire "affinché nessuno" non si dice "ut nemo", ma "ne quis" o "ne quisquam"). In frasi negative, però, si può trovare anche aliquis (e aliqui) con il valore di "un qualche, qualcuno o qualcosa di qualche entità, di qualche rilevanza".

Il pronome è quisquam, quidquam (il nominativo-accusativo neutro singolare ha anche la forma quicquam), l'aggettivo è ullus, ulla, ullum (per il quale vedi gli aggettivi pronominali).
Declinazione del pronome quisquam, quidquam
|            | singolare      | singolare  | plurale        | plurale       |
|            | masch. - femm. | neutro     | masch. - femm. | neutro        |
| Nominativo | quisquam       | quidquam   | quiquam        | quaequam      |
| Genitivo   | cuiusquam      | ullius rei | quorumquam     | ullarum rerum |
| Dativo     | cuiquam        | ulli rei   | quibusquam     | ullis rebus   |
| Accusativo | quemquam       | quidquam   | quosquam       | quaequam      |
| Ablativo   | quoquam        | ulla re    | quibusquam     | ullis rebus   |

Declinazione dell'aggettivo ullus, ulla, ullum
|            | singolare | singolare | singolare | plurale  | plurale   | plurale |
|            | maschile  | femminile | neutro    | maschile | femminile | neutro  |
| Nominativo | ullus     | ulla      | ullum     | ulli     | ullae     | ulla    |
| Genitivo   | ullius    | ullius    | ullius    | ullorum  | ullarum   | ullorum |
| Dativo     | ulli      | ulli      | ulli      | ullis    | ullis     | ullis   |
| Accusativo | ullum     | ullam     | ullum     | ullos    | ullas     | ulla    |
| Ablativo   | ullo      | ulla      | ullo      | ullis    | ullis     | ullis   |

### Indefiniti che significano in italiano "chiunque"
All'italiano "chiunque" possono corrispondere sia gli indefiniti quivis e quilĭbet sia i relativi-indefiniti quicumque e quisquis.
- Quivis, quaevis, quidvis (aggettivo quivis, quaevis, quodvis) e quilĭbet, quaelĭbet, quidlĭbet (aggettivo quilĭbet, quaelĭbet, quodlĭbet) significano entrambi "chiunque". Sono formati da quis, quae, quid, che si declina normalmente, e da un suffisso di origine verbale (volo "volere", libet è forma di un verbo impersonale).
- Quicumque, quisquis (vedi sopra).

### Indefiniti che significano "nessuno, nessuna cosa, niente"
Sono quattro:
- nemo, pronome maschile, usato anche in sostituzione di femminili ("nessuno");
- nihil, pronome neutro ("niente");
- nullus, aggettivo ("nessuno, nessuna cosa");
- neuter, pronome e aggettivo ("nessuno dei due, nessuna delle due cose").

Nemo
| Nominativo | nemo    |
| Genitivo   | nullius |
| Dativo     | nemini  |
| Accusativo | neminem |
| Ablativo   | nullo   |

Nihil
| Nominativo | nihil       |
| Genitivo   | nullius rei |
| Dativo     | nulli rei   |
| Accusativo | nihil       |
| Ablativo   | nulla re    |

Nullus, nulla, nullum
|            | singolare | singolare | singolare | plurale  | plurale   | plurale  |
|            | maschile  | femminile | neutro    | maschile | femminile | neutro   |
| Nominativo | nullus    | nulla     | nullum    | nulli    | nullae    | nulla    |
| Genitivo   | nullius   | nullius   | nullius   | nullorum | nullarum  | nullorum |
| Dativo     | nulli     | nulli     | nulli     | nullis   | nullis    | nullis   |
| Accusativo | nullum    | nullam    | nullum    | nullos   | nullas    | nulla    |
| Ablativo   | nullo     | nulla     | nullo     | nullis   | nullis    | nullis   |

Neuter, neutra, neutrum
|            | singolare | singolare | singolare | plurale   | plurale   | plurale   |
|            | maschile  | femminile | neutro    | maschile  | femminile | neutro    |
| Nominativo | neuter    | neutra    | neutrum   | neutri    | neutrae   | neutra    |
| Genitivo   | neutrius  | neutrius  | neutrius  | neutrorum | neutrarum | neutrorum |
| Dativo     | neutri    | neutri    | neutri    | neutris   | neutris   | neutris   |
| Accusativo | neutrum   | neutram   | neutrum   | neutros   | neutras   | neutra    |
| Ablativo   | neutro    | neutra    | neutro    | neutris   | neutris   | neutris   |

### Indefiniti che significano "tutto, tutti, ciascuno"

#### Quisqueeunusquisque
I pronomi quisque, quidque, e unusquisque, unumquidque significano "ciascuno" e "ognuno".
Gli aggettivi sono invece quisque, quaeque, quodque e unusquisque, unaquaeque, unumquodque ("ciascuno" e "ogni").
Nella declinazione di quisque, il suffisso -que resta invariato, mentre quis\quid (quae, quod) si declinano.
Unusquisque è formato da unus+quis+ -que: i due pronomi si declinano, mentre il suffisso -que resta invariato.

#### Totuseomnis
L'aggettivo pronome totus, -a, -um significa "tutto", "intero".
Il pronome o aggettivo omnis, -e, significa "tutto", "ogni".

### Indefiniti che significano "altro, altri, la maggior parte"
Il latino individua diversi aggettivi pronominali (poiché fungono sia da aggettivi che da pronomi) per indicare “altro”, dipendentemente dall’insieme di riferimento.
Alius, alia, aliud quando si intenda “altro fra molti”.
Alter, altera, alterum quando è “altro fra due”.
Ceterus, cetera, ceterum quando s’intenda “tutti gli altri di un numero imprecisato”, da cui l’espressione “et cetera”=  eccetera
Reliquus, reliqua, reliquum quando si intenda il rimanente di una quantità nota. E.g. ex quinque navibus, tres amissae sunt, reliquae redierunt.
L’espressione “la maggior parte” è resa in latino con un altro aggettivo pronominale: plerique, pleraeque, pleraque, che in italiano fa riferimento ad un complemento partitivo, mentre in latino attrae al suo caso il sostantivo (plerique cives) , mantenendo il genitivo partitivo in caso di pronome (plerique vestrum)

### Utere composti
Il pronome e aggettivo indefinito uter significa "l'uno o l'altro", "uno dei due" (ma anche "sia l'uno che l'altro"), ed è caratterizzato dal suffisso -ter, residuo dell'antico duale indoeuropeo (il suffisso è presente anche, per esempio, in alter e dexter).
Decliniamo qui l'aggettivo (il pronome ha identica declinazione, fatti salvi i casi obliqui del genere neutro, ai quali è necessario sostituire l'aggettivo femminile concordato coi casi obliqui del nome res: utrius rei ecc.)
|            | singolare | singolare | singolare | plurale  | plurale   | plurale |
|            | maschile  | femminile | neutro    | maschile | femminile | neutro  |
| Nominativo | uter      | utra      | utrum     | utri     | utrae     | utra    |
| Genitivo   | utrius    | utrius    | utrius    | utrorum  | utrarum   | utrorum |
| Dativo     | utri      | utri      | utri      | utris    | utris     | utris   |
| Accusativo | utrum     | utram     | utrum     | utros    | utras     | utra    |
| Ablativo   | utro      | utra      | utro      | utris    | utris     | utris   |

I composti di uter sono:
- uterque, utrăque, utrumque ("l'uno e l'altro", "entrambi");
- utervis, utrăvis, utrumvis ("uno qualsivoglia dei due");
- uterlĭbet, utralĭbet, utrumlĭbet ("uno qualsiasi dei due" - letteralmente: "quel che piace dei due");
- utercumque, utrăcumque, utrumcumque ("uno qualsiasi dei due", "qualunque dei due");
- neuter, neutra, neutrum ("nessuno dei due"), per il quale vedi sopra.

Essi si declinano come uter.
Sia uter che i composti si comportano come normali aggettivi, concordando in genere, numero e caso con il nome cui si riferiscono . Da notare, però, che il sostantivo, e di conseguenza l'aggettivo uter, si pongono al singolare ("entrambe le ragazze", utraque puella). Il plurale di uter e composti si usa in concordanza (quando è aggettivo) o in sostituzione (quando è pronome) di un plurale tantum o di un nome il cui plurale ha significato diverso dal singolare.

Ovviamente, davanti ad un pronome, uter e composti assumono valore di pronome, e regge il genitivo partitivo del pronome dipendente ("l'uno o l'altro di noi", uter nostrum; "tutti e due voi", uterque vestrum).

## Pronomi e aggettivi interrogativi
Il più importante pronome interrogativo latino è quis?, quid? ("chi?, che cosa?") che si declina:
|            | singolare      | singolare  | plurale        | plurale       |
|            | masch. - femm. | neutro     | masch. - femm. | neutro        |
| Nominativo | quis?          | quid?      | qui?           | quae?         |
| Genitivo   | cuius?         | cuius rei? | quorum?        | quarum rerum? |
| Dativo     | cui?           | cui rei?   | quibus?        | quibus rebus? |
| Accusativo | quem?          | quid?      | quos?          | quae?         |
| Ablativo   | quo?           | qua re?    | quibus?        | quibus rebus? |

L'aggettivo corrispondente è qui?, quae?, quod? ("quale?, che?") che si declina:
|            | singolare | singolare | singolare | plurale  | plurale   | plurale |
|            | maschile  | femminile | neutro    | maschile | femminile | neutro  |
| Nominativo | qui?      | quae?     | quod?     | qui?     | quae?     | quae?   |
| Genitivo   | cuius?    | cuius?    | cuius?    | quorum?  | quarum?   | quorum? |
| Dativo     | cui?      | cui?      | cui?      | quibus?  | quibus?   | quibus? |
| Accusativo | quem?     | quam?     | quod?     | quos?    | quas?     | quae?   |
| Ablativo   | quo?      | qua?      | quo?      | quibus?  | quibus?   | quibus? |

### Altri pronomi e aggettivi interrogativi
- Quisnam, quidnam ("Chi mai?", "Che cosa mai?")
- Numquis, numquid ("Forse qualcuno?", "Forse qualcosa?")
- Ecquis, ecquid (stesso significato di numquis, numquid)
- Qualis, quale ("Di qual genere?")
- Quantus, quanta, quantum ("Quanto grande?")
- Quam multi, quam multae, quam multa ("Quanti?" Inteso come quantità)
- Quotus, quota, quotum ("In che quantità?")
- Quot (indecl.) ("Quanti?" Inteso come quantità)
- Uter, utra, utrum ("Chi dei due?")

Si ricordi che, qualora ci siano due uscite, la seconda è quella del neutro.

## Pronomi e aggettivi correlativi
Si possono definire correlativi quei pronomi e quegli aggettivi che vengono usati per stabilire una stretta relazione tra due elementi di una stessa frase.

### Pronomi correlativi
- alter...alter, "l'uno...l'altro";
- alteri...alteri, "gli uni...gli altri";
- alius...alius, "l'uno...un altro";
- alii...alii...alii, "gli uni...gli altri...gli altri".

### Aggettivi correlativi
- tot...quot (indeclinabili), "tanti...quanti";
- tantus...quantus, "tanto grande...quanto grande";
- talis...qualis, "tale...quale";